# Ценообразование на НИОКР
Ценообразование на научно-исследовательские и опытно-конструкторские работы (НИОКР) — установление цены на работы поискового, теоретического и экспериментального характера, выполняемые с целью создания новой техники.

## Хозяйственный договор на выполнение НИОКР

### Процедура составления и согласования договора на НИОКР
Взаимоотношения между заказчиком и исполнителем НИОКР регламентируются генеральным договором, закрепляющим характер заказываемой и исполняемой работы и порядок взаимодействия сторон. Примерный порядок действий заказчика по составлению, согласованию и подписанию такого договора:
1. Определение технических характеристик новой модели техники.
2. Поиск предприятия или круга предприятий, способных заниматься разработкой такой модели. (Часто не имеет смысла проводить специального квалификационного обследования предприятия, так как число таких предприятий весьма ограниченно и многие из них обладают давними связями с заказчиком, выполняя для него другие НИОКР). При этом принимается во внимание:
  - наличие опыта создания техники такого класса,
  - наличие кадров исследователей и конструкторов,
  - наличие опытно-производственной, научно-исследовательской и испытательной базы, соответствующей сложности задачи.
3. Объявление заказчиком конкурса на техническое предложение. Разработка технического предложения может финансироваться заказчиком либо быть оплачена из средств предприятия, претендующего на заказ. Во втором случае с каждым конкурсантом заключается договор на создание технического предложения по заявленной модели.
4. Выбор заказчиком предложения с наилучшими характеристиками, с учётом предварительной цены, предлагаемой конкурсантом.
5. Заключение с победителем конкурса, либо с единственным претендентом, имеющим соответствующий потенциал, договора на создание аванпроекта. Итогом работы является техническое задание на эскизный проект новой единицы техники.
6. Получение в экспертных институтах заключений по соответствующим аспектам конструкции модели. Такая экспертиза финансируется из средств, полученных исполнителем по договору на создание аванпроекта и выделяемых в смете отдельной строкой.
7. В необходимых случаях — согласование перечня предприятий — соисполнителей работ, стоимость работ которых будет включена в смету затрат по генеральному договору отдельным пунктом.
8. Выбор сторонами метода формирования цены работ и расчёт цены целиком и по этапам (см. далее).
9. Разбивка объёма работ по этапам и подэтапам; разработка календарного плана выполнения работ.
10. Составление текста договора и определение предварительной цены работы.
11. Работа по взаимному улаживанию противоречий в интересах и согласование цены договора.
12. Визирование текста договора с обеих сторон специалистами :
  - планово-экономических служб,
  - финансовых служб,
  - юридических служб,
  - инженерами-разработчиками,
  - военными представителями (при необходимости).
13. Заключение генерального договора путём подписания его руководителями предприятий с обеих сторон.

По сложившейся практике, собственником разработки новой техники обычно является заказчик. Однако если какие-либо технические решения запатентованы или являются изобретениями, то их собственником остаётся автор (коллектив авторов).

### Существенные условия договора на НИОКР
В хозяйственном договоре на выполнение научно-исследовательских и опытно-конструкторских работ целесообразно предусматривать следующие важные пункты:
1. полные наименования, юридические адреса, платёжные реквизиты сторон, фамилии лиц, отвечающих за осуществление отношений по договору,
2. наименование темы, техническое задание и другие технические условия работы,
3. порядок внесения конструктивных изменений в техническое задание,
4. перечень документации, являющейся результатом выполнения работы, порядок её оформления,
5. действия сторон в случае несоответствия результатов работы техническому заданию,
6. право заказчика текущей проверки хода и качества исполняемых работ,
7. принадлежность права использования (в том числе продажи) результатов работ,
8. условия режима секретности, конфиденциальность сведений о результатах работ,
9. сроки исполнения работы или отдельных её этапов (календарный план или ведомость исполнения работы),
10. порядок сдачи и приёмки результатов работы,
11. порядок хранения, упаковки и отправки документов,
12. стоимость работы,
13. порядок оплаты выполненных этапов,
14. размер аванса и порядок его выплаты,
15. порядок оплаты выполненной части работ в случае её прекращения по инициативе или по вине заказчика,
16. ответственность заказчика за несвоевременную оплату работы или отдельных её этапов,
17. ответственность исполнителя за нарушение сроков выполнения работы или отдельных её этапов,
18. порядок пересмотра цены договора в зависимости от изменения нормативов, тарифов, цен на материалы и энергоносители, уровня оплаты труда, размеров платежей в бюджет и других причин,
19. порядок действий сторон в случае наступления форс-мажорных обстоятельств,
20. порядок урегулирования споров технического и правового характера.

Помимо технического задания и календарного плана выполнения работ, неотъемлемой частью хозяйственного договора на НИОКР является структура цены на работы с пояснительной запиской. Для составления текста договора могут использоваться типовые формы, утверждаемые отраслевыми министерствами либо рекомендуемые в специальной литературе.

## Модели формирования цены на НИОКР

### Фиксированные цены
Фиксированные договорные цены применяются в случаях, когда заранее возможно определить себестоимость НИОКР с достаточно большой точностью. Фиксированные цены согласуются заказчиком и исполнителем до начала работы по договору, и работа оплачивается независимо от реальных издержек исполнителя (независимо от того, отличаются ли они в большую или меньшую сторону от планировавшейся себестоимости).
В связи с этим исполнитель НИОКР полностью заинтересован в экономии средств на выполнение данной работы, снижении материалоёмкости, энергоёмкости, трудоёмкости работы по сравнению с указанной в приложении к договору. С другой стороны, в случае возникновения незапланированных технических сложностей исполнитель вынужден, выбиваясь за плановую смету, вкладывать собственные средства, то есть берёт на себя всю полноту финансового риска. Заказчик же, в свою очередь, финансового риска не имеет, но и не имеет интереса в сокращении издержек.
Поскольку, как уже было указано, цена на работу при выборе её фиксированной модели должна устанавливаться до начала работы, то этот тип договорной цены можно использовать лишь когда НИОКР, выполняемая по договору, является стандартной для предприятия-исполнителя; не отличается особой сложностью, принципиальной новизной, имеет опробованные технические решения и пути исследования. В этом случае её себестоимость можно вычислить на основе известных исходных данных о её трудоёмкости, материалоёмкости и других параметрах. Исполнитель и заказчик могут легко и согласованно скалькулировать затраты и на основе полученной себестоимости и согласованной нормы прибыли проставить договорную цену данной работы.
При непредвиденных корректировках заказчиком в процессе работы технического задания, стороны заключают дополнительное соглашение к договору. При повышении исполнителем характеристик образцов сверх утверждённого технического задания, сокращении сроков выполнения работ, заказчиком может быть выплачена согласованная надбавка к договорной цене (дополнительная прибыль).
В зависимости от продолжительности и формы оплаты НИОКР по договору, фиксированная договорная цена может быть твёрдой либо корректируемой.

#### Твёрдая фиксируемая цена
В условиях инфляции твёрдую фиксированную цену (то есть цену, не подлежащую изменению после подписания договора ни при каких условиях) целесообразно устанавливать лишь на работы с небольшим сроком исполнения; либо в договорах, предусматривающих полную предоплату. В противном случае, значительно вырастает финансовый риск исполнителя, который может получить в конце работы при тех же трудозатратах обесценившуюся сумму денег. Как вариант, возможен изначальный расчёт суммы договора с учётом усреднённого коэффициента инфляции и корректировкой фиксированной цены с учётом фактора времени.

#### Фиксированная корректируемая цена
Тем не менее, в условиях инфляции чаще используют фиксированную корректируемую модель цены. В этом случае фиксируется не непосредственно цена работы, но показатели, используемые при расчёте себестоимости (материалоёмкость, энергоёмкость, трудоёмкость рабочих и инженерно-технических работников, норматив дополнительной заработной платы, количество и характер командировок, норматив накладных расходов, потребное время работы машин и механизмов и т. п.), а также норма прибыли. Фиксированная цена корректируется лишь по причинам, вызванным инфляцией или изменениями законодательства, связанными с налогообложением. При корректировке цены учитывается:
- изменение цен на материалы, топливо, энергоносители,
- изменение размера минимальной заработной платы (как тарификационной базы),
- изменение нормативов обязательных отчислений в бюджет с фонда заработной платы,
- изменение стоимости проезда, проживания для командированных, размера суточных,
- изменение ставки банковского кредита,
- изменение ставки налогов или структуры налогооблагаемой базы.

В соответствии с таким изменениями договорная цена должна быть пересчитана по окончании работы. Цена пересчитывается лишь в части, не обеспеченной авансом, и пропорционально времени, которое действовали такие изменения (относительного всего времени выполнения НИОКР). Фиксированная корректируемая цена не пересчитывается ввиду превышения исполнителем запланированных трудозатрат, затрат машинного времени и т. п., а лишь в связи с объективными внешними изменениями экономической ситуации.

### Возмещение затрат
В отличие от фиксированных цен, цены группы «возмещения затрат» используются в тех случаях, когда затруднительно заранее предсказать себестоимость НИОКР. Это может быть связано с новизной, большой сложностью разработок, необходимостью изыскания новых технических решений. Таковыми являются работы по созданию принципиально новых систем, с большим объёмом конструкторских проработок и экспериментирования, с применением новых технологий и материалов. В этом случае заранее можно лишь весьма приблизительно оценить материалоёмкость, трудоёмкость работы и другие её показатели по причине отсутствия аналогов и недостатка опыта выполнения подобных заказов.

#### Полное возмещение издержек
Полное возмещение затрат (с учётом прибыли) подразумевает оплату заказчиком всех затрат исполнителя по данной работе. К сожалению, такая система не предполагает заинтересованности исполнителя в экономии средств. В связи с этим заказчику необходимо осуществлять постоянный контроль за фактическим затратами, иначе реально возникновение приписок. Это значительно снижает привлекательность выбора этой модели ценообразования для заказчика НИОКР. Однако, с другой стороны, в зависимости от результатов исследований заказчик может постоянно корректировать техническое задание без изменения договора.
Способ расчёта прибыли устанавливается договором:
- как процент от себестоимости работы (норма прибыли),
- как процент от величины фонда оплаты труда по работе,
- как фиксированная сумма.

Последний вариант даёт заказчику возможность простимулировать экономию исполнителем средств. Однако учитывая, что исполнитель и сам не может заранее определить стоимость работы, он с неохотой идёт на установление фиксированной прибыли, законно опасаясь, что при незапланированном увеличении объёма работ рентабельность его труда будет падать.
Таким образом, формирование договорной цены по модели полного возмещения издержек невыгодно для заказчика; и его целесообразно использовать лишь при выполнении не имеющих аналога, крупных научно-исследовательских работ. Поэтому применяется такой метод формирования цены, как лимитированное возмещение издержек.

#### Лимитированное возмещение издержек
При использовании метода лимитированного возмещения издержек заказчик до заключения договора устанавливает лимитную цену НИОКР, то есть ту максимальную сумму, которую он готов заплатить за данную работу. В случае, если затраты на неё (с учётом прибыли исполнителя) не превысят установленного лимита цены, то оплачивается лишь себестоимость НИОКР и прибыль. При превышении же лимитной цены разница между её размером и фактическими затратами покрывается исполнителем. Таким образом заказчик снижает степень своего финансового риска и вызывает заинтересованность исполнителя в экономии ресурсов. Это, тем не менее, нисколько не исключает контроль заказчика за величиной фактических затрат, так как если они не достигают установленного лимита цены (с учётом прибыли), то опять же не исключено возникновение приписок.
Однако ясно, что и в этом случае заинтересованность исполнителя в экономии возникает лишь при приближении затрат к лимитному значению. Уравнять финансовый риск заказчика и исполнителя позволяет метод возмещения издержек по формуле долевого участия.

#### Возмещение издержек по формуле долевого участия
В случае формирования цены на НИОКР по этой модели соглашением сторон договора определяется некая ориентировочная цена НИОКР. При этом разница между этой ценой и фактической стоимостью работы (себестоимость + прибыль) может быть как положительной (перерасход), так и отрицательной (экономия). Такая разница делится между заказчиком и исполнителем в определённом долевом процентном соотношении.
Таким образом, в случае, если фактическая стоимость работы оказывается больше принятой ориентировочной, то заказчик уплачивает сумму, равную цене работы плюс оговорённая часть превышения фактической стоимости над ориентировочной. Тогда исполнитель теряет сумму, равную оставшейся части этого превышения. Если же фактическая цена оказывается ниже ориентировочной, то заказчик уплачивает сумму, равную ориентировочной цене работы за вычетом части получившейся экономии. Исполнитель же имеет в качестве дополнительной прибыли оставшуюся её часть.
В ходе работы в ориентировочную цену по соглашению сторон могут быть внесены необходимые изменения, но в формулу долевого участия изменения не вносятся. Здесь также возможен вариант установления твёрдого размера прибыли.

### Специальные цены

#### Предварительная договорённость
Несмотря на то, что формирование договорной цены по принципу возмещения издержек не требует предварительного точного расчёта себестоимости НИОКР, некий приблизительный расчёт для установления лимитной или ориентировочной цены тем не менее надо проводить. В том случае, когда нет технической возможности сделать даже этого (НИОКР исключительной новизны и сложности) либо существует необходимость немедленного заключения договора и оценку стоимости работ нельзя осуществить по причине недостатка времени, используют цены, сформированные по принципу предварительной договорённости.
Если исполнитель и заказчик имеют принципиальное взаимное согласие сотрудничать по определённой разработке, то они могут определиться в методе формирования и размере цены на первые один-два этапа НИОКР. В таком случае стороны договариваются об оплате этих этапов по фиксированной модели либо по модели возмещения издержек и по мере прояснения подробностей работы, на базе появившихся дополнительных данных составляют соглашение об окончательном выборе модели цены на всю работу. Срок согласования окончательной цены устанавливается договором.
В случае формирования цены по методу предварительной договорённости финансовый риск сторон носит отложенный характер и будет целиком определяться моделью цены, выбранной для окончательных расчётов по данной работе. Могут быть также установлены лимитная либо ориентировочная цена работы.

#### Участие в прибыли
В случае, когда заказчиком НИОКР является предприятие-изготовитель разработанной исполнителем продукции, возможно участие последнего в прибыли, получаемой заказчиком от реализации такой продукции. Предприятие-изготовитель берёт на себя риск внедрения разработки, выполненной исполнителем, в порядке собственной коммерческой деятельности или специально выполняемой по договору об участии в прибыли. Заказчик гарантирует исполнителю согласованную долю прибыли от выпуска серийной продукции.
При этом возможны два варианта организации расчётов.
1. Изготовитель оплачивает НИОКР по себестоимости, либо по другой согласованной цене, а после реализации перечисляет долю своей прибыли от продаж.
2. Исполнитель передаёт изготовителю результаты НИОКР без предварительной оплаты, а тот перечисляет ему долю выручки от продаж.

Во втором варианте расчётов финансовый риск исполнителя больше, но он компенсируется тем, что ожидаемый конечный финансовый результат также возрастает.
В период действия такого договора, если этот предусмотрено его условиями, стороны могут вносить в него необходимые изменения и уточнения, вызванные как технологическими, так и экономическими причинами.
Принцип участия в прибыли особенно перспективен в тех отраслях экономики (например, авиастроение), где реально осуществить проект с участием трёх предприятий-агентов:
- разработчика НИОКР,
- изготовителя продукции,
- эксплуатирующей организации.

В этом случае первые два предприятия получают оговорённый процент от прибыли эксплуатирующей фирмы.

#### Ценообразование на собственные коммерческие разработки
В случае, когда научно-исследовательская или опытно-конструкторская разработка осуществляется научно-производственным объединением за счёт собственных средств и реализуется на свободном рынке (в том числе международном), цена НИОКР рассчитывается коммерческим отделом предприятия на основе маркетинговых исследований и устанавливается исходя из характеристик спроса и предложения на аналогичную продукцию.

## Формирование цены на НИОКР

### Определение собственных затрат исполнителя
Из вышесказанного следует, что какова бы ни была выбранная сторонами модель формирования цены на НИОКР, любая цена рассчитывается на основе себестоимости разработки. Даже в том случае, когда рыночная цена на собственную коммерческую разработку определяется на основе изучения рынка, вопрос калькуляции себестоимости является первостепенным для расчёта прибыли, определения рентабельности работы.
При определении себестоимости НИОКР принято выделять следующие виды издержек (статей расходов).

#### Материалы
Расходы по статье «Материалы» рассчитываются исходя из данных о количестве используемых материалов, ценах на различные виды материалов, количестве и цене возвратных отходов. В расшифровку расходов по этой статье включаются сведения о количестве материалов и цене, по которой они были приобретены. При этом расходы подтверждаются договорами поставки материалов, счетами, накладными и другими финансовыми документами. Заказчик заинтересован проследить, чтобы исполнитель закупал материалы по минимально возможной цене (учитывая, что в разных реализующих организациях цены могут значительно различаться), а также чтобы не были приобретены материалы лучшей сортности (и следовательно, более дорогие), чем это необходимо. Если материалы уже имелись у исполнителя, они оцениваются по рыночной цене, существовавшей на время их использования. Расход материалов подтверждается материальной спецификацией.
При использовании корректируемой модели цены, расходы на материалы пересчитываются в соответствии с реальными, документально подтверждёнными расходами исполнителя. В ином случае, для того, чтобы учесть рост цен на материалы, в договор может быть внесён пункт о том, что они закупаются заказчиком НИОКР и передаются исполнителю для выполнения работы (давальческий материал). Это позволяет заказчику контролировать цену и качество закупаемого материала. Такая система используется также в случае, когда для выполнения НИОКР необходим редкий, специфический материал, связи с производителем которого имеет заказчик, но не имеет исполнитель.

#### Специальное оборудование для научных (экспериментальных) работ
Под специальным подразумевается оборудование и измерительные приборы, специально закупаемые или создаваемые для выполнения данной НИОКР. После выполнения работ, для которых и за счёт которых было приобретено специальное оборудование, оно может быть:
- передано заказчику,
- оставлено на ответственном хранении у исполнителя для выполнения других работ, финансируемых тем же заказчиком (в этом случае его цена уже не входит в состав затрат по следующим заказам),
- передано исполнителю по остаточной стоимости (с согласия последнего).

#### Работа машин и механизмов
Расходы рассчитываются исходя из количества потребных часов времени работы машин и механизмов и цены одного часа машинного времени. Часто такие затраты не выделяют в отдельную статью расходов, а учитывают в составе других статей:
- оплату труда обслуживающего персонала, дополнительная заработная плата и отчисления с фонда оплаты труда — в составе соответствующих статей сметы,
- расходы на содержание, эксплуатацию и текущий ремонт машинного парка, его амортизацию, энергоснабжение и приобретение горюче-смазочных материалов — в составе накладных расходов.

#### Оплата труда
Расходы по оплате труда производственных рабочих и инженерно-технических работников (ИТР) рассчитывается на основе трудоёмкости работ (см.далее). В том случае, когда известно и не оспаривается сторонами точное необходимое количество и квалификация каждого работника, расходы на оплату труда могут быть определены прямым счётом исходя из количества задействованных сотрудников, их тарифных разрядов и премиальных коэффициентов, количества нормо-часов каждого работника.
Но в связи с тем, что НИОКР обычно отличаются значительным разнообразием, в большинстве случаев не представляется возможным точно определить квалификацию работников, которые должны быть привлечены к тому или иному этапу НИОКР. Поэтому для работ с участием большого числа рабочих и ИТР, постоянно занятых выполнением данного заказа, используется упрощённая форма расчёта затрат на оплату труда, базирующаяся на среднем обобщённом уровне заработной платы рабочих и служащих в отрасли. Величина такого «среднего уровня» устанавливается договором по соглашению сторон.

#### Дополнительная заработная плата
В понятие «дополнительная заработная плата» включаются выплаты работникам предприятия, не обусловленные непосредственным выполнением трудовых обязанностей (отпускные; надбавки за выслугу лет; выплаты по итогам года; пособия по беременности и родам; оплата дополнительных отпусков работникам вредных производств; доплаты работникам, не достигшим 18 лет; надбавки за работу во вторую и третью смены и т. п.). Затраты на дополнительную заработную плату рассчитываются исходя из фонда оплаты труда по данной НИОКР и норматива дополнительной заработной платы, устанавливаемого в целом по предприятию на основании данных о её размерах за прошедший период.

#### Обязательные отчисления с фонда оплаты труда
Страховые взносы в фонды государственного страхования по ставке, устанавливаемой законодательством в процентах от фонда оплаты труда (как по основной, так и по дополнительной заработной плате).

#### Работы, выполняемые сторонними предприятиями и организациями
Условия договора на выполнение НИОКР могут предусматривать согласование с заказчиком условий договоров с соисполнителями и стоимости их работ. Такая стоимость входит в соответствующую статью затрат в полном размере.

#### Командировочные расходы
Командировочные расходы складываются из оплаты командированным сотрудникам суточных, проезда к месту командировки и обратно и проживания. К смете договорной цены прилагается расшифровка затрат на командировки, где указывается количество командировок, место назначения, количество сотрудников, командированных в каждое место назначения.

#### Накладные расходы
К накладным расходам относят расходы, которые не имеют прямого отношения к выполнению конкретной НИОКР, но обеспечивают функционирование предприятия в целом. В состав накладных расходов могут входить:
- Общепроизводственные расходы:
  - Расходы по содержанию, эксплуатации и текущему ремонту зданий и сооружений, дворовых территорий, отоплению, приобретению электроэнергии и воды на производственные цели.
  - Расходы по содержанию, эксплуатации и текущему ремонту оборудования, содержанию рабочих мест, приобретению горючих и смазочных материалов для оборудования, малоценных и быстроизнашивающихся инструментов, материалов для сварки, термообработки, пайки, химических реактивов и т. п.
  - Содержание транспорта и расходы по его эксплуатации, приобретение горючих и смазочных материалов, запасных частей.
  - Содержание аппарата управления цехов и отделов, цехового персонала, расходы по охране труда, канцелярские, расходы, оплата услуг связи, содержание внутренних телефонных сетей.
- Общеорганизационные расходы:
  - Содержание аппарата управления, расходы на командировки работников аппарата.
  - Содержание общезаводского персонала, охраны и пожарной охраны, расходы на подготовку кадров, содержание научно-технических библиотек.
  - Арендная плата за земельные участки, здания и сооружения.
  - Земельный налог, налог на имущество и другие аккордные налоги.
  - Расходы на рекламу, представительские расходы, банковские расходы.
- Амортизационные отчисления на полное восстановление основных средств (может выделяться в отдельную статью расходов в смете).

Накладные расходы рассчитываются в процентах от фонда оплаты труда по данной НИОКР. При этом величина процентного норматива определяется исходя из данных прошлого периода как частное от деления общей суммы накладных расходов за период на общую величину фонда оплаты труда предприятия. Процентный норматив накладных расходов устанавливается единым для предприятия-исполнителя на определённый период и применяется для всех НИОКР.
Таким образом, себестоимость НИОКР складывается из перечисленных видов затрат. При этом статьи затрат:
- материалы,
- специальное оборудование,
- работа машин и механизмов,
- работы, выполняемые сторонними предприятиями и организациями,
- командировочные расходы -

могут и не учитываться в смете, если характер работы не предусматривает соответствующих затрат.
В случае, когда договорная цена формируется как фиксированная, по соглашению сторон может быть введена дополнительная статья расходов «Непредвиденные затраты», формируемая как процент от себестоимости НИОКР.

### Определение договорной цены на НИОКР
Важным вопросом в определении цены договора является учёт прибыли исполнителя. Прибыль в составе договорной цены может определяться тремя способами:
- Фиксированный размер прибыли.
- Прибыль как процент от себестоимости НИОКР.
- Прибыль как процент от затрат на оплату труда.

Фиксированная ставка либо процентный норматив прибыли является предметом торга между заказчиком и исполнителем НИОКР.
Последним шагом в определении договорной цены является расчёт налога на добавленную стоимость. Цена НИОКР, таким образом, определяется сложением себестоимости работы, прибыли исполнителя и суммы НДС.

### Определение трудоёмкости НИОКР
Определение трудоёмкости научно-исследовательских и опытно-конструкторских работ является сложнейшим и наиболее конфликтогенным моментом формирования договорной цены на такую работу. Выделяют три основных метода определения трудоёмкости НИОКР.

#### Метод прямого счёта по номенклатуре работ
Для того, чтобы определить трудоёмкость НИОКР методом прямого счёта, на этапе формирования цены на предприятии производится сбор данных от конструкторских и производственных подразделений о трудоёмкости каждой операции данной работы. После обобщения и суммирования данных, распределения работ по времени и этапам полученная трудоёмкость используется для расчёта затрат на оплату труда.
У метода прямого счёта по номенклатуре работ есть ряд существенных недостатков:
- для сложных, комплексных работ, отличающихся новизной технологических решений, исследовательских, экспериментальных, испытательных работ зачастую не представляется возможным заранее определить номенклатуру и объём необходимых операций;
- метод сложен в осуществлении и дорог;
- метод приводит к завышенной оценке трудоёмкости, так как каждое подразделение исполнителя, в котором берутся данные, стремясь повысить оплату труда своих работников, а также застраховаться от осложнений, подаёт завышенные сведения о том, какое время необходимо для выполнения той или иной операции (в связи с этим, метод прямого счёта может быть охарактеризован как метод, выгодный исполнителю).

#### Эмпирический метод
Эмпирический метод расчёта трудоёмкости НИОКР базируется на том, что существуют определённые зависимости между техническими характеристиками и сложностью разработки модели, устойчивые для каждого класса техники.
Расчёт трудоёмкости НИОКР эмпирическим методом основан на использовании специальных таблиц и графиков, разрабатываемых научно-исследовательскими институтами соответствующей отрасли, занимающимися вопросами экономики и организации труда. Такие таблицы и графики составлены на основе многолетних статистических данных и дают возможность оценить трудоёмкость создания нового образца техники на основе его эксплуатационных и массогабаритных характеристик.
Недостаток эмпирического метода заключается в том, что поскольку указанные закономерности никак теоретически не обоснованны, а являются лишь обработкой статистических данных, неизвестно, насколько они будут соответствовать действительности для конкретной разработки. Поэтому многие предприятия опасаются пользоваться такими методами, несмотря на их простоту и сравнительную однозначность.

#### Аналого-сопоставительный метод
Аналого-сопоставительный метод основан на том положении, что подобные НИОКР имеют близкую друг другу трудоёмкость. Поэтому для того, чтобы оценить планируемую трудоёмкость вновь создаваемого образца техники, исследуется фактическая трудоёмкость уже созданного аналога. Аналогом может являться другая модель аналогичной техники того же класса. При этом сходными должны быть не только технические характеристики нового и старого образца, но и обобщённый технологический процесс создания того и другого. В качестве аналога ищется модель того же класса, имеющая общее техническое (назначение, функционирование и связь систем) и технологическое сходство. При этом аналогичная модель может быть разработана как тем же исполнителем НИОКР, так и другим предприятием, если имеется доступ к соответствующей информации.
Если такой аналог найден, то трудоёмкость его разработки с достаточной степенью точности может применяться в качестве планируемой трудоёмкости и нового образца. Это, конечно, не подразумевает того, что все технические характеристики нового образца таковы же, как и у аналога. Однако считается, что при стабильном поступательном развитии техники и технологий коэффициент новизны новой модели относительно аналога незначительно отличается от коэффициента новизны аналога относительно предшествовавшей ему модели. Лишь в том случае, когда разработка является революционной, когда принципиально меняется конструкция модели, аналого-сопоставительный метод неприменим.
В том же случае, когда нельзя подобрать близкий аналог создаваемому образцу, можно компилировать показатели трудоёмкости по нескольким близким моделям.
Пример 1. Создаваемый образец по конструкции аналогичен модели А, но имеет дополнительно систему (агрегат), которую не имела модель А, но имеет модель В. Тогда трудоёмкость новой модели может быть рассчитана по формуле:
{\displaystyle T=T_{a}+d*T_{b}},
где {\displaystyle T} — планируемая трудоёмкость создания нового образца; {\displaystyle T_{a}} и {\displaystyle T_{b}} — фактическая трудоёмкость НИОКР по изделиям А и B; {\displaystyle d} — доля дополнительной системы в трудоёмкости модели B.
Пример 2. Создаваемый образец техники аналогичен модели А, но одна (несколько) систем образца аналогичны соответствующим системам модели В. Тогда:
{\displaystyle T=T_{a}*(1-d)+d*T_{b}},
где {\displaystyle T} — планируемая трудоёмкость создания нового образца; {\displaystyle T_{a}} и {\displaystyle T_{b}} — фактическая трудоёмкость НИОКР по изделиям А и B; {\displaystyle d} — доля дополнительной системы в трудоёмкости модели B. Таким же образом можно рассчитывать трудоёмкость НИОКР на основе более, чем двух аналогов.
Пример 3. Сочетание аналого-сопоставительного метода и метода прямого счёта, когда прямым счётом по номенклатуре работ определяют трудоёмкость дополнительных или значительно отличающихся систем и прибавляют её к трудоёмкости разработки модели, рассчитанной аналого-сопоставительным методом:
{\displaystyle T=T_{a}+T_{0}}
либо
{\displaystyle T=T_{a}*(1-d)+T_{0}},
где {\displaystyle T} — планируемая трудоёмкость создания нового образца; {\displaystyle T_{a}} — фактическая трудоёмкость НИОКР по изделию А; {\displaystyle T_{0}} — трудоёмкость дополнительной (значительно отличающейся) системы (агрегата), определённая методом прямого счёта; {\displaystyle d} — доля заменяемой системы в трудоёмкости модели А.
Таким образом, аналого-сопоставительный метод хотя и не может дать точного значения трудоёмкости той или иной НИОКР, но показателен по своей сути и даёт исполнителю возможность манёвра. Поэтому, если при формировании цены по фиксированной модели его использовать рискованно как для заказчика, так и для исполнителя, то в качестве лимитного или ориентировочного значения для цены, формируемой методом возмещения затрат, трудоёмкость НИОКР, рассчитанная таким образом, может быть с успехом использована.